# Zoo College
Zoo College is een samenwerking tussen het Van Hall Instituut, Zodiac Zoos en de gemeente Leeuwarden. Deze samenwerking via dit leerbedrijf geeft hbo-studenten Diermanagement de kans om een stage te lopen in of een afstudeeropdracht te doen voor een dierenpark. Het Zoo College kantoor is gevestigd in Aqua Zoo Friesland, net buiten Leeuwarden.

## Geschiedenis
De eerste gesprekken over een intensievere samenwerking begonnen toen het voormalige ”Otterpark Leeuwarden” op 1 januari 2003 werd overgenomen door Zodiac Zoos. Op 18 september 2003 is het leerbedrijf Zoo College officieel van start gegaan.